# لوريس دامونتي
لوريس دامونتي (بالإيطالية: Loris Damonte)‏ (5 أغسطس 1990 بسافونا في إيطاليا - ) هو لاعب كرة قدم إيطالي في مركز الوسط. لعب مع نادي ألساندريا ونادي بيستويسي ونادي جنوى ونادي فاريسي ونادي مسينا.

## وصلات خارجية
- لوريس دامونتي على موقع قاعدة بيانات كرة القدم.إي يو (الإنجليزية)
- لوريس دامونتي على موقع Soccerway.com (الإنجليزية)
- لوريس دامونتي على موقع عالم كرة القدم.نت (الإنجليزية)